# Amazona vittata
L'amazzone di Portorico (Amazona vittata) è un uccello della famiglia degli Psittacidi.
Simile all'amazzone del Tucuman per colorazione e segno rosso frontale, di taglia attorno ai 29 cm, l'amazzone di Portorico è un pappagallo in grandissimo pericolo di estinzione: infatti nel 1992 erano censiti 23 soggetti in libertà e 58 in cattività, tutti concentrati in due soli parchi, uno a Portorico e l'altro negli Stati Uniti, nel Maryland.
Nel 1994, grazie a una serie di interventi in natura e a due fortunate stagioni riproduttive, il numero delle amazzoni in libertà ha raggiunto i 50 individui.